# Stone Temple Pilots (2010)
Stone Temple Pilots è il sesto album in studio del gruppo musicale statunitense omonimo, pubblicato il 21 maggio 2010 dalla Atlantic Records.
Si tratta del primo album pubblicato dopo la riunione del gruppo avvenuta due anni prima, nonché l'ultimo realizzato con il cantante Scott Weiland.

## Tracce
1. Between the Lines – 2:50
2. Take a Load Off – 3:11
3. Huckleberry Crumble – 3:10
4. Hickory Dichotomy – 3:22
5. Dare If You Dare – 4:29
6. Cinnamon – 3:33
7. Hazy Daze – 2:59
8. Bagman – 2:45
9. Peacoat – 3:29
10. Fast as I Can – 3:33
11. First Kiss on Mars – 3:03
12. Maver – 4:51

Tracce bonus nelle edizioni deluxe e giapponese
1. Samba Nova (Bonus Track) – 3:33
2. Vasoline (Live from Chicago) – 3:10
3. Hickory Dichotomy (Live from Chicago) – 3:18
4. Between the Lines (Live from Chicago) – 2:55

Tracce bonus nell'edizione deluxe di iTunes
1. Between the Lines (Video) – 3:02
2. Stone Temple Pilots Interview (Video) – 14:56
3. About a Fool (Bonus Track) – 3:43

## Formazione
Gruppo
- Scott Weiland – voce
- Dean DeLeo – chitarra
- Robert DeLeo – basso
- Eric Kretz – batteria

Altri musicisti
- Bill Appleberry – tastiera

Produzione
- Stone Temple Pilots – produzione
- Don Was – produzione aggiuntiva
- Russ Fowler, Bill Appleberry e Doug Grean – registrazione
- Chris Lord-Alge – missaggio
- Ted Jensen – mastering

## Classifiche
| Classifica (2010)         | Posizione massima |
| ------------------------- | ----------------- |
| Australia                 | 21                |
| Austria                   | 54                |
| Canada                    | 2                 |
| Finlandia                 | 35                |
| Germania                  | 52                |
| Grecia                    | 10                |
| Italia                    | 83                |
| Messico                   | 80                |
| Nuova Zelanda             | 6                 |
| Spagna                    | 91                |
| Stati Uniti               | 2                 |
| Stati Uniti (alternative) | 1                 |
| Stati Uniti (hard rock)   | 1                 |
| Stati Uniti (rock)        | 1                 |
| Svizzera                  | 36                |